# ミハイル・ゲルシェンゾーン

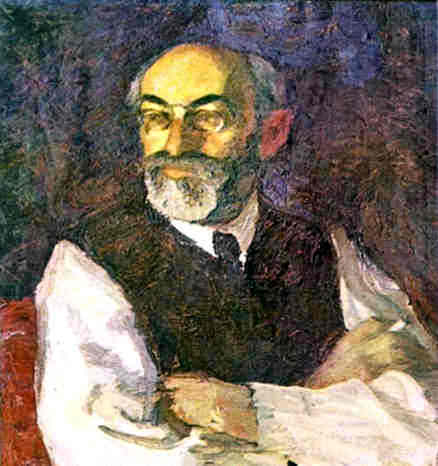
パステルナーク筆の肖像画より

ミハイール・オーシポヴィチ・ゲルシェンゾーン（ロシア語: Михаи́л О́сипович Гершензо́н, Мейлих Ио́сифович Гершензо́н, Michaíl Ósipovič Geršenzón, Méjlich Iósifovič Geršenzón、ヘブライ語: מֶלֶךְ בֶּן-יוֹסֵף הֶרשׁנזוֹן‎‎, מיכאיל גרשנזון‎、ウクライナ語: Миха́йло О́сипович Гершензон Mychájlo Ósypovyč Heršenzón、1869年7月13日 – 1925年2月19日）、ロシアの文芸批評家、評伝作家。         

## 生涯
キシニョーフの商人の子として生まれた。キシニョーフのヘデルで学び、1887年にギムナジウムを最優秀の成績で卒業し、1889年までベルリン工科大学で歴史と哲学の講義を聴講した。モスクワ大学に入学し、歴史と言語学、特に古代ギリシア史の研究に専念した。法制史の教授ヴィノグラドフはゲルシェンゾーンの才能を愛し大学の教授として推薦したが、彼がユダヤ人であるという理由だけで拒絶された。学者としての道を絶たれ、『ロシア思想　Русская мысль』『Русские ведомости』などの雑誌へ書評・評論を投稿し身を立てることになる。グラナート（Гранат）の百科事典のために中国の明朝についての記事を書いたり、ドイツの史家ベロッホ（Beloch）やエドゥアルト・マイヤーの翻訳も行っている。1893年にE・N・オルローヴァ（Елизавета Николаевна Орлова）が貧しい人々が自己教育するのを目的とした文庫を創設し、師のヴィノグラドフがその委員会のメンバーとなりゲルシェンゾーンに協力を求めたので、独自のテキストとペトラルカの翻訳を作成し文庫の使用に供した。オルローヴァとは終生の交友が成り立ち、その後の影響が大きかった。1904年から『Научное слово』誌と『Критическое обозрение』誌の、1907年から1908年までは『Вестник Европы』誌の編集長を務め、他には『Русская молва』と『Биржевые новости』などの雑誌に寄稿している。1909年には、セルゲイ・ブルガーコフやニコライ・ベルジャーエフなどとともに論文集『道標　Вехи』を発刊し、1905年の革命を指導したインテリゲンチャを批判した。しかし、1914年には他の「道標派」の人々と決裂し、1917年のロシア革命においては道標派の中で唯一亡命せず、全ロシア作家同盟の設立に加わり、初代同盟議長となる。1920年から1921年までナルコムプロス（Наркомпроса）の文学部門の事務局を務め、1921年からは芸術科学アカデミー（Государственная академия художественных наук）にも参加した。
1913年のベイリス事件後に『ユダヤ人の世界 Еврейский мир』誌と協力するようになり、詩人ハイム・ナフマン・ビアリクを発見し、ヘブライ語の詩をロシア語訳して編集した『ヘブライ詩選集　Еврейская антология』も出版している。心理的にはシオニズムに魅了されていたが、民族国家を樹立するのは神に与えられたユダヤ民族の運命を裏切ることである、「イスラエル王国はこの世のものでないからだ」と主張している。
息子のセルゲイ（セルヒー） Сергей Михайлович Гершензон は遺伝学者、微生物学者。

## 著作・評伝
- 『キレエフスキー　И. В. Киреевского』 (1911年, 2 巻)
- 『チャーダーエフ　П. Я. Чаадаева』 (1913—1914年, 2巻)
- 『グリボエードフのモスクワ　Грибоедовская Москва』（1914年）
- 『プーシキンの知恵　Мудрость Пушкина』（1919年)
- 『I・S・トゥルゲーネフの夢と思想　Мечта и мысль И. С. Тургенева』（1919年）
- 『信仰の鍵　Ключ веры』（1921年）
- 『ユダヤ人の運命　Судьбы еврейского народа』（1922年）